# Arctic Umiaq Line
Arctic Umiaq Line, также известная как Arctic Umiaq и AUL — судоходная компания, осуществляющая пассажирские и грузовые перевозки в Гренландии. Она была основана в 1774 году под названием Den Kongelige Grønlandske Handel. Компания владеет одним судном, которое плавает от Илулиссата до Нарсака вдоль западного и юго-западного побережья Гренландии. Название компании — это гренландское слово, обозначающее умиак — традиционную лодку инуитов. Морские перевозки, обеспечиваемые компанией Arctic Umiaq Line, жизненно важны для всей западной Гренландии.
Компания владеет судном M/S «Sarfaq Ittuk», которое построено в 1992 году и модернизировано в 2000 году. Судно M/S «Sarpik Ittuk», ходившее между заливом Диско и Уумманнаком, в 2006 году было продано багамской компании «Nova Cruising».
Обслуживаемые порты:
- Аасиаат
- Арсук
- Илулиссат
- Какорток
- Кангаамиут
- Кекертарсуатсиаат
- Маниитсок
- Нарсак (только в летнее время)
- Нарсарсуак (только в летнее время)
- Нуук
- Паамиут
- Сисимиут

Плаванье в одну сторону в летнее время занимает максимум 75 часов, включая самую длинную, двухчасовую, стоянку в Нууке.